# Kivitz
Vitor Kivitz (São Paulo, 15 de abril de 1989) é um rapper, compositor, produtor musical e arranjador brasileiro.
Filho do pastor e teólogo de ascendência letã Ed René Kivitz, Kivitz iniciou sua carreira em 2014, ao lançar o EP Profissão Profeta. No entanto, tornou-se conhecido com seu segundo EP, o álbum Casa ≠ Lar, lançado em 2015. Neste período, gravou com vários artistas, como a cantora Daniela Araújo ("Abril"), Tanlan ("Sobre o Ódio e a Razão") e o grupo de rap Ao Cubo ("Pela Rua / Pelo Reino").
Em 2016, se juntou ao músico Will Bone, com quem gravou o EP Horas Vagas, que recebeu avaliações positivas da mídia especializada. No mesmo ano é lançado o EP ao vivo Will Bone & Kivitz no #ShowLivreDay+, gravado no estúdio da Showlivre.
Em 2018, Kivitz lançou seu primeiro álbum com 9 faixas e participações especiais como Rashid, Dona Kelly (Ao Cubo), Stefanie (Rimas e Melodias), DJ Erick Jay, DJ RM, Paulo Nazareth e Biro.
Em 2022, Kivitz lança mais um trabalho, desta vez em parceria com DJ Comum. Este veio a cena na presença de 8 faixas e com participações especiais de Clovis Pinho, Killa Bi, Silvera, Wesley Camilo, Bonsai, Inglês e Flavia K.

## Discografia
Álbuns de estúdio
- 2018: Em Nome do Vento

EPs
- 2014: Profissão Profeta
- 2015: Casa ≠ Lar
- 2016: Horas Vagas
- 2016: Will Bone & Kivitz no #ShowLivreDay+
- 2022: Kivitz & Dj Comum, Vol.1